# Esmog

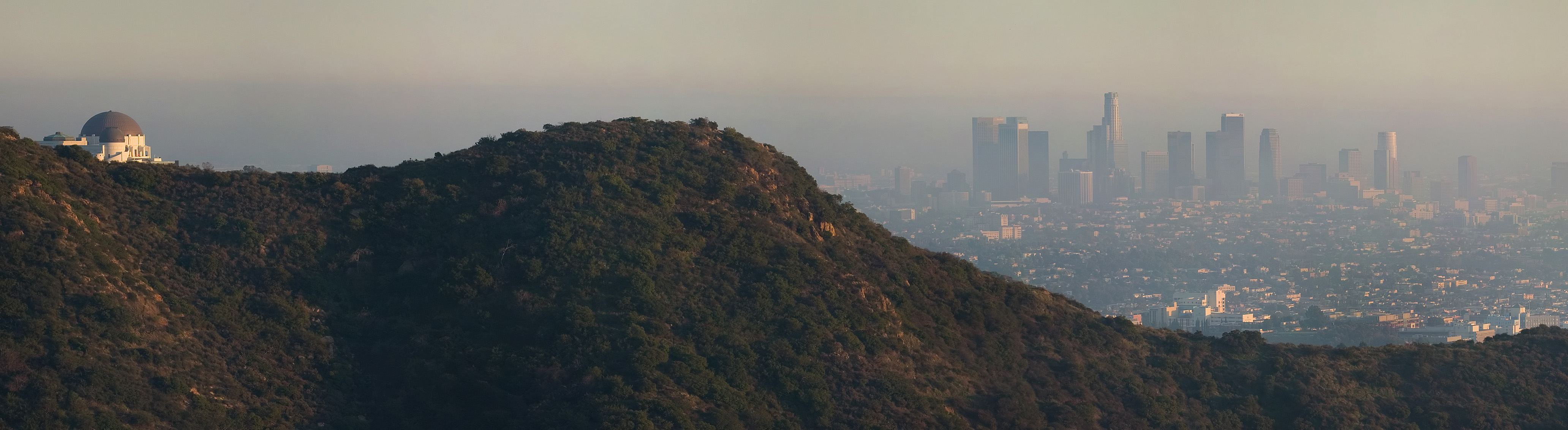
Esmog en Los Ángeles.

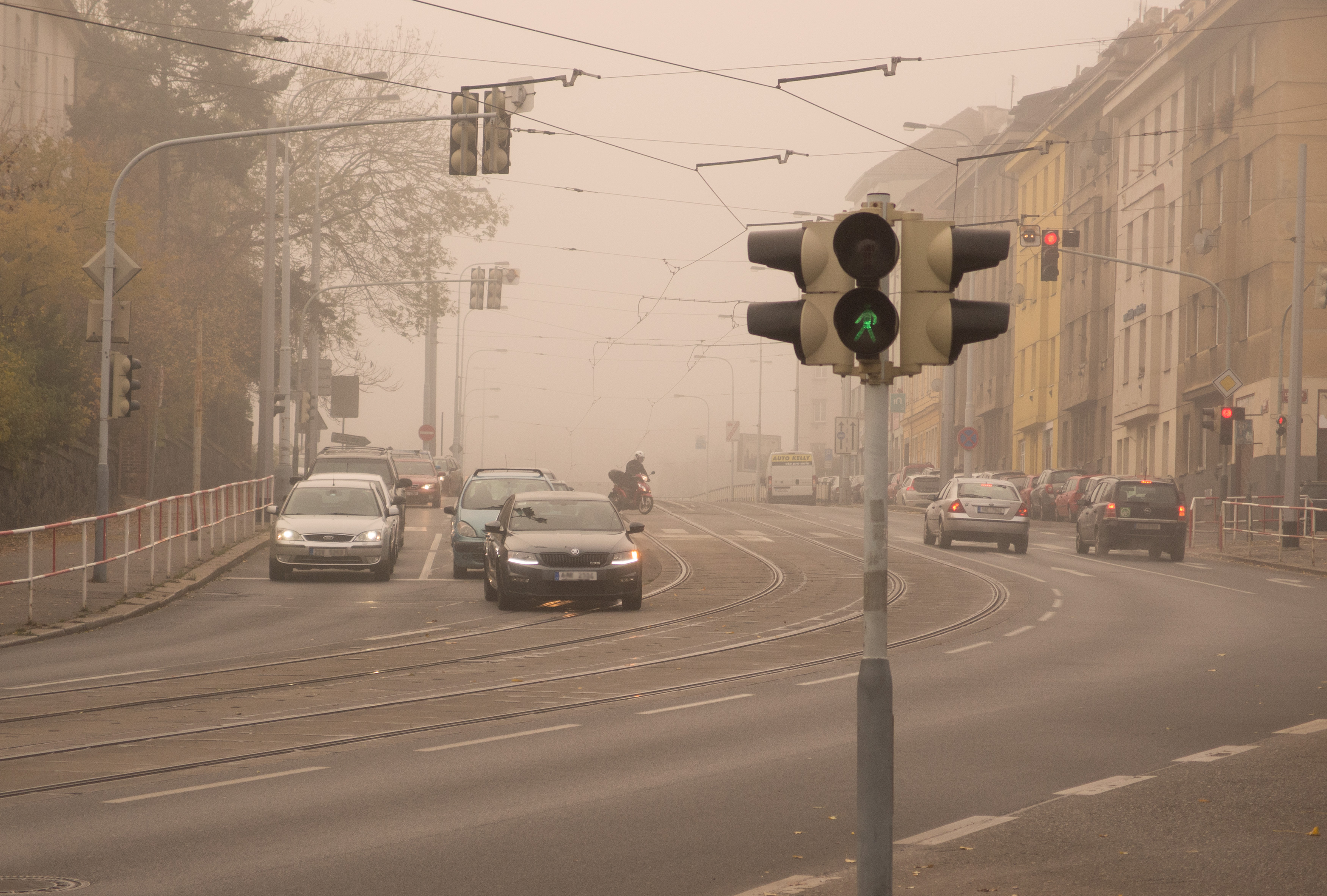
Esmog en Praga, República Checa.

El esmog (adaptación fonética del acrónimo smog, que deriva de las palabras inglesas smoke —'humo'— y fog —'niebla'—), también conocido por el calco «neblumo» o «niebla contaminante», es una forma de contaminación originada a partir de la combinación del aire con contaminantes durante un largo período de altas presiones (anticiclón), que provoca el estancamiento del aire y, por lo tanto, la permanencia de ellos en la troposfera y a veces, en la estratosfera, debido a su mayor densidad. Existen dos tipos de esmog: esmog gris o industrial y esmog fotoquímico.
El esmog tiene algunas consecuencias graves que no se debe tomar a la ligera: puede causar problemas respiratorios, especialmente en personas que tienen asma; puede dañar las membranas pulmonares, lo que causa dolor, malestar, tos e irritación de garganta; también produce sequedad en los ojos. El esmog puede causar cáncer de pulmón en la misma medida o incluso mayor de lo que lo puede hacer fumar. El esmog también afecta a árboles y cultivos.

## Smog fotoquímico

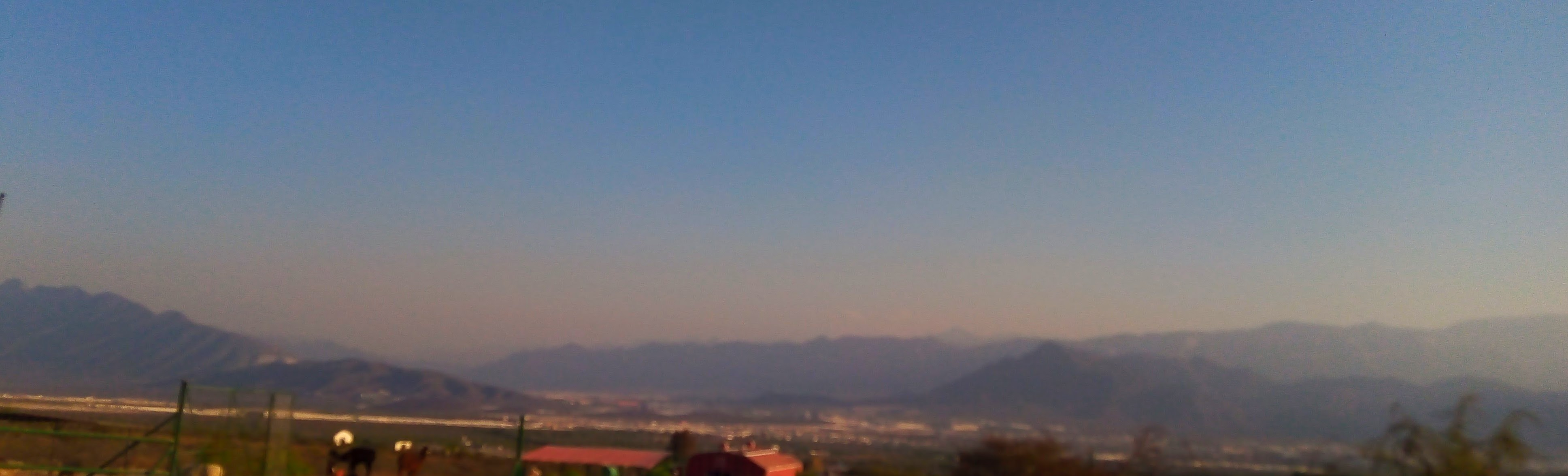
Smog fotoquímico durante incendios de pastizales. Nuevo León, México.

El esmog fotoquímico se detectó por primera vez en Los Ángeles desde 1943 cuando la combinación de óxidos de nitrógeno y compuestos orgánicos volátiles procedentes del escape de los vehículos reaccionaban, catalizados por la radiación solar, para formar ozono y nitrato de peroxiacilo. Al mismo tiempo se oscurecía la atmósfera, tiñendo sus capas bajas de un color pardo rojizo y cargándola de componentes dañinos para todos los seres vivos y diversos materiales. 
Puede provocar enfermedades respiratorias como rinitis, bronquitis, asma, neumonía, etc.
El esmog fotoquímico reduce la visibilidad, irritando los ojos y el aparato respiratorio. En zonas muy pobladas, el índice de mortalidad suele aumentar durante estos periodos, sobre todo cuando la inversión térmica crea sobre la ciudad una cubierta (la llamada boina) que impide su disipación. Este se produce con más frecuencia en ciudades con costa o cercanas a ella, o en ciudades situadas en valles amplios, con zonas arbóreas abundantes. Su mayor incidencia se produce en las horas centrales del día, cuando la radiación solar es mayor, acelerando la producción de los contaminantes secundarios. Se ve favorecido por situaciones anticiclónicas, fuerte insolación y vientos débiles que dificultan la dispersión de los contaminantes.

## Áreas afectadas

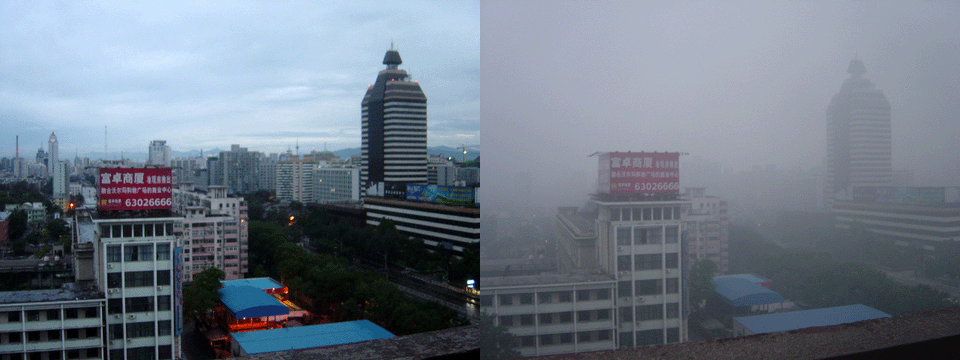
Aire de Pekín en un día después de la lluvia (izquierda) y un día soleado con esmog (derecha).

El esmog se puede formar en casi cada tipo de clima donde las industrias o el movimiento de las ciudades liberan grandes cantidades de contaminantes al aire. Sin embargo, es peor durante periodos de clima cálido y soleado cuando la capa superior del aire es lo suficiente gruesa como para inhibir la circulación vertical. Esto es especialmente frecuente en cuencas geográficas, lugares rodeados de lomas o montañas, en donde los contaminantes quedan atrapados debidos al efecto de la inversión térmica. Normalmente, estas condiciones se mantienen durante largos periodos de tiempo. También pueden crecer hasta niveles peligrosos, y en grandes ciudades como Praga, Sídney, Londres, Nueva York, Los Ángeles, Río de Janeiro, São Paulo, Caracas, Lima, Ciudad de México, Ciudad de Guatemala, Madrid, Houston, Chicago, Toronto, Santiago de Chile, Santa Cruz de la Sierra, Bogotá, Medellín, Cali, Montevideo, Asunción, Ciudad de Panamá, París, Shanghái, Atenas, Pekín, Tokio, Hong Kong, Córdoba y Buenos Aires o la región del Randstad en los Países Bajos, además, se puede ver que las ciudades afectadas son ciudades líderes en economía, vistas según el concepto de ciudad global.[cita requerida]

## Medidas correctoras
La mayoría de las medidas correctoras pasan por disminuir el tráfico privado:
- Haciendo más competitivo el transporte público.
- Imponiendo normativas como peajes en el centro de las ciudades.
- Disminuyendo la necesidad de movilidad entre sus habitantes, con proyectos urbanísticos.
- Fomentando la movilidad eléctrica.

También existen medidas en busca de aislar y absorber la contaminación:
- Aumentando las zonas verdes y jardines.
- Restringiendo diariamente la circulación vehicular.

### Restricción vehicular
Algunos gobiernos han tenido que imponer medidas más drásticas de restricción vehicular debido a que los niveles de esmog han alcanzado niveles de alerta. Por ejemplo:
- En México, algunos estados tienen el sistema Hoy no circula que consiste en que los coches con ciertos hologramas no pueden circular ciertos días (con excepción de domingos y días festivos). Además, en la Ciudad de México cuando se alcanza cierto nivel de contaminación, se declara una contingencia, en donde se prohíben las actividades al aire libre, además de las ya mencionadas.

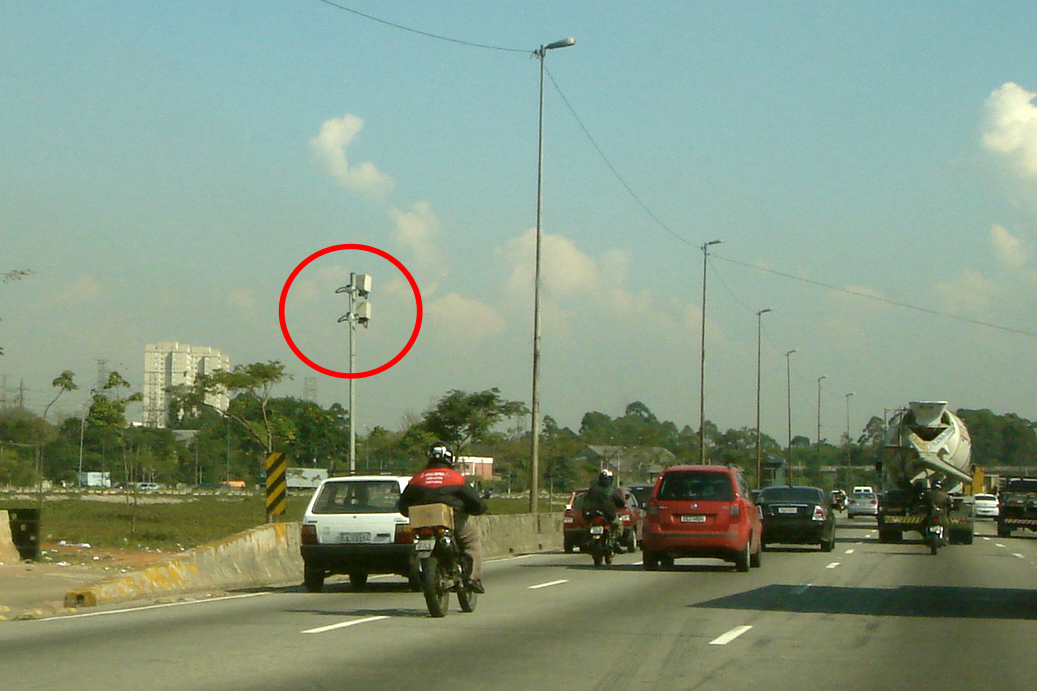
La fiscalización del rodízio es realizada con equipos de vigilancia automática. Marginal do Rio Tietê, São Paulo.

- En São Paulo se introdujo en 1997 el racionamiento de espacio vial (conocido en portugués como rodízio veicular), siendo esta una de las experiencias pioneras en el mundo y la reducción de la contaminación del aire fue objetivo inicial. La restricción aplica a los automóviles privados y se hace con base en el último dígito del número de matrícula y se restringen dos números por día, de lunes a viernes, en las horas pico de la mañana (7:00-10:00) y de tarde (17:00-20:00). En 2008 el control de acceso y las multas pasó a realizarse mediante un sistema automático de detección de infracciones de tránsito, que funcionaba en conjunto con control manual de inspectores de tránsito destacados a esa labor. Debido al agravamiento de la congestión vial que sufre São Paulo,[8][9] originada en el incremento acelerado de la flota vehicular que tuvo lugar a partir de 2003, como consecuencia de la bonanza económica que atraviesa Brasil, el gobierno municipal decidió ampliar las restricciones de circulación para los vehículos pesados y de reparto comercial, a partir del 30 de junio de 2008.[10][11]

- En la ciudad de Santiago de Chile se implementó en 1986 un sistema denominado Restricción Vehicular que impide con multas que coches con un final de matrícula específico puedan circular en determinados días de la semana.

- En la ciudad de Bogotá en 1998, se empezó a emplear el sistema de «Pico y placa» en el que se le restringe el tráfico a los vehículos particulares respecto al último número de su placa, este se rota cada año. Este sistema también se expandió a otras ciudades importantes de Colombia como Medellín, Cali, Manizales, Bucaramanga, Barranquilla, Pereira, Ibagué, Cúcuta, Cartagena de Indias, etc. Este método también fue acogido en Quito y la Frontera entre Colombia y Venezuela.
- En España, la ciudad de Madrid cuenta con Madrid Central, que restringe el tráfico al centro de la ciudad a los coches más contaminantes. Por su parte, los híbridos, eléctricos e híbridos enchufables pueden acceder, en función de su distintivo medioambiental, con alguna o ninguna restricción. Existe un protocolo anticontaminación específico para los días con más acumulación de gases contaminantes.